# Người Bugis
Người Bugis là một nhóm sắc tộc cư trú ở Nam Sulawesi thuộc tỉnh Tây Nam Sulawesi, hòn đảo lớn thứ ba ở Indonesia, và là dân tộc lớn nhất ở Nam Sulawesi . Tổng dân số Bugis ước tính 7 triệu người, trong đó một số ít sống ngoài Indonesia.
Người Bugis nói tiếng Bugis, thực tế là nhóm của 3 nhóm ngôn ngữ. Ngôn ngữ này được phân loại là thành phần của chi nhánh Nam Sulawesi, thuộc ngữ tộc Malay-Polynesia của ngữ hệ Nam Đảo (Austronesia).